# كارلو فلاميني
كارلو فلاميني (1933 - 2020)، هو طبيب وكاتب إيطالي، كان رئيسًا لجمعية الخصوبة والعقم الإيطالية. ولد في مدينة فورلي يوم 4 فبراير 1933 وتوفي بمدينة بولونيا يوم 5 يوليو 2020.
تخرج في الطب والجراحة في جامعة بولونيا في عام 1959 تخصص توليد وأمراض النساء. وفي المجال الآدبي هو مؤلف القصص القصيرة، والقصص البوليسية وكتب الأطفال المصورة. وفي عام 2011 فاز بجائزة «Serantini» الأدبية عن عمله Paese di Romagna.